# قتل‌های زنجیره‌ای هواسئونگ
قتل‌های زنجیره‌ای هواسئونگ (کره‌ای: 화성 연쇄 살인 사건) مجموعه‌ای از ده قتل و تجاوز است که بین ۱۵ سپتامبر ۱۹۸۶ تا ۳ آوریل ۱۹۹۱ در شهر هواسئونگ، گیونگی‌دو کشور کره جنوبی رخ داد. در هر پرونده، جسد زن یا دختری دست و پا بسته یافت می‌شد که مورد تجاوز نیز قرار گرفته‌است. از این قتل‌ها به عنوان منفورترین ماجرا در تاریخ معاصر کره جنوبی یاد می‌شود و با سری قتل‌های زنجیروار زودیاک قاتل مقایسه شده‌است. این پرونده به مدت ۳۰ سال حل نشده باقی ماند، تا اینکه در سال ۲۰۱۹ «لی چون‌جائه»، که در سال ۱۹۹۴ به اتهام تجاوز و قتل خواهرزن خود محکوم به حبس ابد شده بود، در سه مورد از قتل‌ها به عنوان مظنون اصلی شناخته شد و سرانجام به قتل ۹ نفر از قربانیان قتل‌های هواسئونگ اعتراف کرد.
فیلم کره‌ای خاطرات قتل بر اساس همین اتفاق در سال ۲۰۰۳ ساخته شده‌است.

## تاریخچه
این پرونده به دلیل اینکه اولین سری قتل‌های قابل شناسایی با استفاده از شواهد و روان‌شناسی بود، در کره بدنام است. مأموران پلیس درگیر در این پرونده، مجموعاً دو میلیون ساعت کاری رسمی را برای حل آن اختصاص دادند. تعداد مظنونان نیز به تعداد عظیمی افزایش یافت و سرانجام با تعداد مجموعاً ۲۱٫۲۸۰ نفر به پایان رسید.
در۲۷ ژوئیه ۱۹۸۹، تار مویی که در صحنهٔ قتل هشتمین قربانی پیدا شده بود، منجر به دستگیری یک مرد ۲۲ ساله با نام خانوادگی یون به عنوان مقصر شد؛ فردی که بعدها مشخص شد ربطی به قتل‌ها نداشته‌است. علاوه بر این، در دهمین قتل، شواهد به دست آمده از نمونهٔ مایع منی با مورد نهم متفاوت بود و محل و روش جرم نیز با سایر موارد متفاوت بود و نشانگر این بود که مقصر فرد دیگری است. به جز اولین جنایت که حدود ساعت ۶ صبح رخ داد، قتل دوم تا دهم عمدتاً بین ساعت ۷ تا ۱۱ بعدازظهر رخ داده‌است.
در سال ۲۰۰۴، یک زن دانشجو به قتل رسید، و شعلهٔ توجهٔ‌ها جدید را به قتل‌های سریالی هواسئونگ برافروخت. لازم است ذکر شود که این پرونده نیز هنوز حل‌نشده‌است.
تا زمان لغو در ژوئیه سال ۲۰۱۵ توسط شورای ملی، قانون محدودیت مرور زمانی مجازات قتل در کره پانزده سال بود. محدودیت زمانی این پرونده در سال ۲۰۰۶ به سر رسید. با این حال، سوابق پلیس به دلیل اهمیت این پرونده همچنان حفظ شده‌بودند. با برداشته شدن قانون محدودیت، پرونده‌های مختومه دوباره باز شده‌است.
در تاریخ ۱۸ سپتامبر ۲۰۱۹، پلیس اعلام کرد که لی چون‌جائه، ۵۶ ساله، به عنوان مظنون این قتل‌های سریالی شناسایی شده‌است. وی پس از اینکه دی‌ان‌ایاش با دی‌ان‌ای پیدا شده از لباس زیر یکی از قربانیان مطابقت پیدا کرد، شناسایی شد اما به دلیل منقضی شدن محدودیت مرور زمان این پرونده مجازات نخواهد شد. با این حال، دی‌ان‌ای وی تنها با شواهد دی‌ان‌ای موجود در قربانیان پنجم، هفتم و نهم مطابقت داشت. در زمان شناسایی، وی در حال گذراندن حکم حبس ابد خود در زندان بوسان به دلیل تجاوز و قتل خواهرزن خود در سال ۱۹۹۴ بود.

## مظنون
طرح چهرهٔ مظنون بر اساس گفته‌های راننده اتوبوس و راهنمای اتوبوس از مردی که مدت کوتاهی پس از هفتمین قتل در تاریخ ۷ سپتامبر ۱۹۸۸ سوار اتوبوس شده بود، کشیده شد. مشخصات این مظنون، که توسط راننده اتوبوس توضیح داده شده بود، تا حد زیادی با دیگر قربانیانی که توسط مجرم مورد تجاوز جنسی قرار گرفته بودند، همسو بود. با توجه به اظهارات قربانیان، در زمان حادثه، مجرم مردی لاغراندام و در اواسط دهه ۲۰ سالگی بود که قدی بین ۱۶۵ تا ۱۷۰ سانتی‌متر، مدل موی کوتاه اسپرت داشت. در توصیف چهرهٔ او آمده بود که او جوانی بدون پلک دوتایی و دارای یک بینی تیز است. علاوه بر این، دستان وی بسیار نرم توصیف شده بود. علاوه بر این، پلیس اعلام کرد که مظنون دارای گروه خونی «B» است. اگرچه، در سال ۲۰۱۹، پلیس اعلام کرد که ممکن است گروه خونی قبلی اعلام شده برای مظنون اشتباه بوده باشد، زیرا گروه خونی مظنون اصلی، لی چون‌جائه، «O» است.
برخی از کارشناسان خاطرنشان می‌کنند که متهم احتمالاً مرتکب تجاوزهای جنسی بیشتری شده‌است، و اینکه او در سوون زندگی می‌کرد، نه هواسئونگ.
در ۲۷ ژوئیه ۱۹۸۹، یون سانگ‌یو، مردی ۲۲ ساله، به جرم قتل هشتمین قربانی یعنی پارک سانگ‌هی (۱۴ ساله) دستگیر شد. یون در هنگام بازجویی به گناه خود اعتراف کرد و آزمایش پزشکی قانونی تأیید کرد که نمونهٔ موهای موجود در صحنهٔ جرم، شباهت‌هایی با وی دارد. این پرونده به عنوان یک جرم مقلد تأیید شد و یون به حبس ابد محکوم شد، اما درخواست حکم تجدید نظر کرد و ادعا کرد که پلیس با شکنجه وی را وادار به دادن اعترافات دروغین کرده‌است. درخواست تجدید نظر او رد شد و وی قبل از آزادی مشروط در سال ۲۰۰۹، ۱۹ سال‌ونیم در زندان به سر برد.

## لیست قربانیان
۱۰ زن، با ردهٔ سنی چهارده تا هفتاد و یک ساله، که با دهان بسته مورد تجاوز قرار گرفته و به طرز فجیعی در مدت زمان ۴ سال و هفت ماه در شهر روستایی هواسئونگ، گیونگگی به قتل رسیده بودند. بیشتر زن‌ها به وسیله لباس‌های خودشان مانند جوراب، جوراب شلواری یا لباس زیرشان خفه شده بودند.
| جرم | تاریخ و زمان جرم                       | تاریخ و زمان کشف        | مکان                           | قربانی                 | ملاحظات |
| --- | -------------------------------------- | ----------------------- | ------------------------------ | ---------------------- | --- |
| ۱   | ۱۵ سپتامبر ۱۹۸۶ - ۰۶:۲۰ (هوا: صاف)     | ۱۹ سپتامبر ۱۹۸۶ - ۱۴    | مراتع هواسئونگ، آنیونگ‌ری       | لی وان‌ایم (۷۱ ساله)    | مادربزرگ پس از دیدار دخترش، هنگام بازگشت به خانه به قتل رسید. شواهد یافت شده: با دست خفه شده، واکنش مَنی منفی |
| ۲   | ۲۰ اکتبر، ۱۹۸۶ - ۲۲:۰۰ (هوا: ابری)     | ۲۳ اکتبر ۱۹۸۶ - ۱۴:۵۰   | کانال هواسونگ، جینان ری        | پارک هیون‌سوک (۲۵ ساله) | هنگام بازگشت به خانه از سونتان، پس از ملاقات با شریک ازدواج آینده‌اش، بعد از پیاده شدن از اتوبوس به قتل رسید. شواهد یافت شده: مایع مَنی، با دست خفه شده (گروه خونی قابلیت تعیین ندارد)                                                             |
| ۳   | ۱۲ دسامبر، ۱۹۸۶ - ۲۳:۰۰ (هوا: صاف)     | ۲۳ آوریل ۱۹۸۷ - ۱۴      | خاکریز هواسئونگ، آنیونگ‌ری      | کوان جانگ‌بون (۲۵ ساله) | زن خانه‌دار جلوی خانه اش به قتل رسید. شواهد یافت شده: خفگی با جوراب ساق بلند، بستن دهان با جوراب ساق بلند، لباس زیر روی صورت، مایع مَنی (نوع خون قابل تعیین نیست)                                                                                  |
| ۴   | ۱۴ دسامبر، ۱۹۸۶ - ۲۳:۰۰ (هوا: بارانی)  | ۲۱ دسامبر ۱۹۸۶ - ۱۲:۳۰  | کانال جئونگنام‌میون، گوانگهان‌ری | لی کی‌سوک (۲۳ ساله)     | پس از ملاقات با شریک ازدواج آینده‌اش، بعد از پیاده شدن از اتوبوس و هنگام بازگشت به خانه به قتل رسید. شواهد یافت شده: دستان گره خورده، خفه شده و توسط چتر مورد خشونت قرار گرفته، سوتینی که صورتش را پوشانده‌است، مایع مَنی (نوع خون قابل تعیین نیست) |
| ۵   | ۱۰ ژانویه، ۱۹۸۷ - ۲۰:۵۰ (هوا: صاف)     | ۱۱ ژانویه ۱۹۸۷ - ۱۳:۰۰  | مزارع برنج هواسئونگ، آنیونگ‌ری  | هونگ جین‌یانگ (۱۹ ساله) | دختر دبیرستانی پس از پیاده شدن از اتوبوس هنگام بازگشت به خانه، به قتل رسید. شواهد یافت شده: دستها گره خورده، دهانش با جوراب بسته شده، خفگی، مایع مَنی (نوع خون قابل تعیین نیست)                                                                   |
| ۶   | ۲ مه، ۱۹۸۷ - ۲۳:۰۰ (هوا: بارانی)       | ۹ مه ۱۹۸۷ - ۱۵:۰۰       | تپه هواسونگ، جینان ری          | پارک ایون‌جو (۲۹ ساله)  | زن خانه‌دار در حالی که قصد داشت چتری را به همسرش برساند، به قتل رسید. شواهد یافت شده: خفه‌شده، مایع مَنی (نوع خون قابل تعیین نیست) |
| ۷   | ۷ سپتامبر، ۱۹۸۸ - ۲۱:۳۰ (هوا: ابری)    | ۸ سپتامبر ۱۹۸۷ - ۰۹:۳۰  | کانال پالتان‌میون، گاجائه‌ری     | آهن گی‌سون (۵۴ ساله)    | زن خانه‌دار پس از پیاده شدن از اتوبوس هنگام بازگشت به خانه، به قتل رسید. شواهد یافت شده: دستها گره خورده، دهانش با جوراب ساق بلندش بسته شده، خفه شده، تکه‌تکه شده، مایع مَنی (نوع خون قابل تعیین نیست)                                              |
| ۸   | ۱۶ سپتامبر، ۱۹۸۸ - ۰۲:۰۰               | ۱۶ سپتامبر ۱۹۸۸ - ۰۶:۵۰ | خانه‌ای هواسونگ، جینان ری       | پارک سانگ‌هی (۱۴ ساله)  | دختر راهنمایی هنگام خواب در اتاقش به قتل رسید. تأیید شده که این جرمی مقلد است که توسط یون سونگ‌یو (۲۲ ساله) انجام شده‌است که ۱۹ سال‌ونیم در زندان بود و در سال ۲۰۰۹ با عفو مشروط آزاد شد. با این حال لی ادعا کرد که این قتل توسط وی انجام شده‌است.   |
| ۹   | ۱۵ نوامبر، ۱۹۹۰ - ۱۸:۳۰ (هوا: مه آلود) | ۱۶ نوامبر ۱۹۹۰ - ۰۹:۵۰  | تپه هواسئونگ، بیونگجئوم‌دونگ    | کیم می‌جونگ (۱۴ ساله)   | دختر راهنمایی هنگام بازگشت به خانه به قتل رسید. شواهد یافت شده: بستن دست و پا، خفه شده، دهانش با سوتینش بسته شده بود، مداد نوکی، چنگال، قاشق و تیغ، مایع مَنی (گروه خونی «ب» تشخیص داده شده‌است)                                                   |
| ۱۰  | ۳ آوریل، ۱۹۹۱ - ۲۱:۰۰ (هوا: صاف)       | ۴ آوریل ۱۹۹۱ - ۰۹:۳۰    | تپه دونگتان‌میون، بنسونگ‌ری      | کوون سون‌سانگ (۶۹ ساله) | مادربزرگ پس از پیاده شدن از اتوبوس و هنگام بازگشت به خانه، به قتل رسید. شواهد یافت شده: خفگی، دو ردپا (قابل تجزیه و تحلیل نیست)، مایع مَنی (گروه خونی «ب» تشخیص داده شده‌است)                                                                      |

## در رسانه
چندین فیلم و برنامهٔ تلویزیونی براساس این قتل‌ها ساخته شده‌است.
- خاطرات قتل (۲۰۰۳)
- اعتراف به قتل (۲۰۱۲)
- گپ‌دونگ (۲۰۱۴)
- سیگنال (۲۰۱۶)
- تونل (۲۰۱۷)
- ذهن جنایتکار (۲۰۱۷)
- زوج تحقیقات (۲۰۱۸)
- سیگنال (۲۰۱۸)

## همچنین بخوانید
- لی چون‌جائه - مسئول حوادث هواسئونگ، کره جنوبی